# Iranolacerta
Az Iranolacerta  a hüllők (Reptilia) osztályába a  pikkelyes hüllők (Squamata) rendjébe, valamint a gyíkok (Sauria)  alrendjébe és a nyakörvösgyíkfélék (Lacertidae)  tartozó családjába tartozó nem.

## Rendszerezés
A nembe az alábbi 7 faj tartozik:
- Iranolacerta brandtii vagy Lacerta brandtii
- Iranolacerta zagrosica